# Gisela Fechner
Gisela Fechner (* 5. November 1926 in Gelsenkirchen; † 10. April 2016 in Bad Gandersheim) war eine deutsche Politikerin (SPD).

## Leben
Gisela Fechner trat im Jahr 1945 in die SPD ein. Bei der Berliner Wahl 1967 wurde sie in die Bezirksverordnetenversammlung des Bezirks Spandau gewählt. Am 29. April 1971 rückte sie für den in die Verwaltung wechselnden späteren Senator Gerhard Heimann als Abgeordnete des Berliner Abgeordnetenhauses nach. Bis 1985 gehörte sie während vier Wahlperioden dem Berliner Landesparlament an. Sie engagierte sich im Justizausschuss und im Petitionsausschuss. Ihre besondere Aufmerksamkeit galt dem Strafvollzug und den Belangen der Strafgefangenen. Außerdem gehörte sie jahrelang dem Gnadenausschuss des Abgeordnetenhauses an.
Für ihr gemeinnütziges Engagement wurde Fechner 1985 mit dem Bundesverdienstkreuz 1. Klasse ausgezeichnet. Die Laudatio bei der Überreichung im Dezember hielt der damalige Präsident des Abgeordnetenhauses Peter Rebsch.